# Byens bedste horehus (film)
Byens bedste horehus er en amerikansk musikalsk komedie film, omskrevet af Colin Higgins fra bogen The Best Little Whorehouse in Texas af Larry L. King & Peter Masterson.

## Medvirkende
- Burt Reynolds som Sheriff Ed Earl Dodd
- Dolly Parton som Mona Stangley
- Dom DeLuise som Melvin P. Thorpe
- Charles Durning som guvernør
- Theresa Merritt som Jewel
- Jim Nabors som Deputy Fred
- Lois Nettleton som Dulcie Mae
- Noah Beery Jr. som Edsel
- Robert Mandan som Senator Charles Wingwood
- Barry Corbin som C.J.
- Mary Jo Catlett som Rita Crowell
- Mary Louise Wilson som Miss Modene
- Howard K. Smith som sig selv
- Donald F. Colson som Jeff Gerald
- Helen Kleeb som Dora
- Mickey Jones som Henry
- Bobby Fite som Dulcie Mae's søn
- Paula Shaw som Wulla Jean
- Kenneth White som Sheriff Jack Roy
- Ted Gehring som Sheriff Chapman
- Verne Lundquist som fodboldanmelder
- Lee Grosscup
- Alice Drummond som Governor's secretary
- Terri Treas som Chicken Ranch Girl: Taddy-Jo
- Randy Bennett som Privates Boy
- Andrea Pike som Chicken Ranch Girl: Shy
- Valerie Leigh Bixler som Chicken Ranch Girl: Angel